# Plats i Olles
|  | Aquest article tracta sobre el grup de música. Vegeu-ne altres significats a «Plats-i-olles». |

Plats i Olles fou un grup de música folk de Lleida de finals dels anys 1960. El nucli inicial es va formar l'any 1968. Es reunien als jardins del castell de Lleida i amb la guitarra cantaven cançons populars. Després la idea de fer un grup va prendre cos. El gruix important de cançons eren tradicionals, catalanes, espirituals negres o peces que cantava el Grup de Folk de Barcelona.